# Class 450
 (janvier 2022).
Si vous disposez d'ouvrages ou d'articles de référence ou si vous connaissez des sites web de qualité traitant du thème abordé ici, merci de compléter l'article en donnant les références utiles à sa vérifiabilité et en les liant à la section « Notes et références ».
Pour les articles homonymes, voir Class.
Les Class 450 ou 4DES sont des automotrices électriques de banlieue et régionales construites par Siemens à Krefeld en Allemagne entre 2002 et 2006 et mises en service à partir de 2003 pour desservir les grandes villes du Sud-Ouest de l'Angleterre en partant de la gare de Waterloo. Et achever le remplacement final des trains quinquagénaires de première génération dans le projet de renouvellement des Trains de banlieue de South West Trains lancé en 1998.
Dans les années 2000 les Class 444 et 458 furent les premiers éléments à engendrer le retrait des unités dépassant la quarantaine. Les Class 450 font partie de la famille Désiro UK de Siemens qui comprend également les classes 185, 350, 360, 380 et 444.
En août 2025, les 127 rames sont exploitées par South Western Railway, détenue par FirstGroup et Mtr Corporation.

## Histoire
En avril 2001, 785 voitures ont été commandées par South West Trains pour achever le remplacement des Slam Door qui étaient de loin arrivées à leur fin de vie et ne répondaient pas aux exigences modernes de santé et de sécurité. Le service commercial des premiers éléments a été retardé à cause de la mise à niveau de l'alimentation électrique pour alimenter les nouveaux trains plus puissants (Class 444 et 450) qui sont équipés de la climatisation, une fonction qui n'existait pas sur leurs prédécesseurs qu'ils ont remplacés.
Au début de leur carrière les Class 450 Désiro ont été introduits sur la plupart des routes du Sud-Ouest.

## Description
L'ensemble de la série 450 se compose de quatre voitures, formées de manière semi-permanente sous forme de DMSO (A) + TCO + TSO + DMSO (B). Les unités sont numérotées comme suit : 450001-110.
- 63201-63300 et 63751-63760 - DMSO (A)
- 64201-64300 et 66851-66860 - TCO
- 68101-68200 et 66801-66810 - TSO
- 63601-63700 et 63701-63710 - DMSO (B)

Les unités sont numérotées dans la gamme 450111-127.
- 63901-63917 - DMSO (A)
- 63921-63937 - TCO
- 66901-66917 - TSO
- 66921-66937 - DMSO (B)

Intérieurs
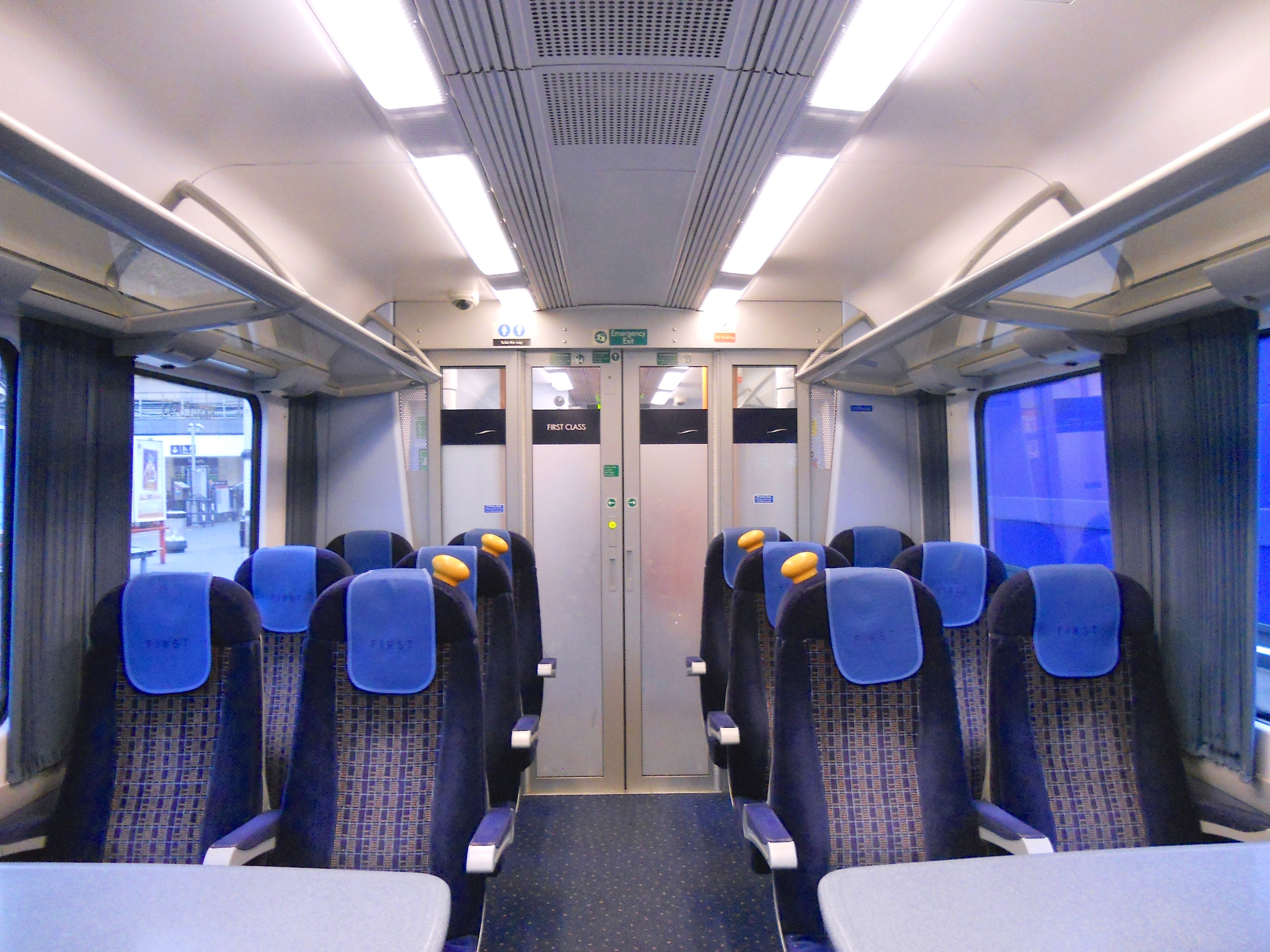
Première Classe.
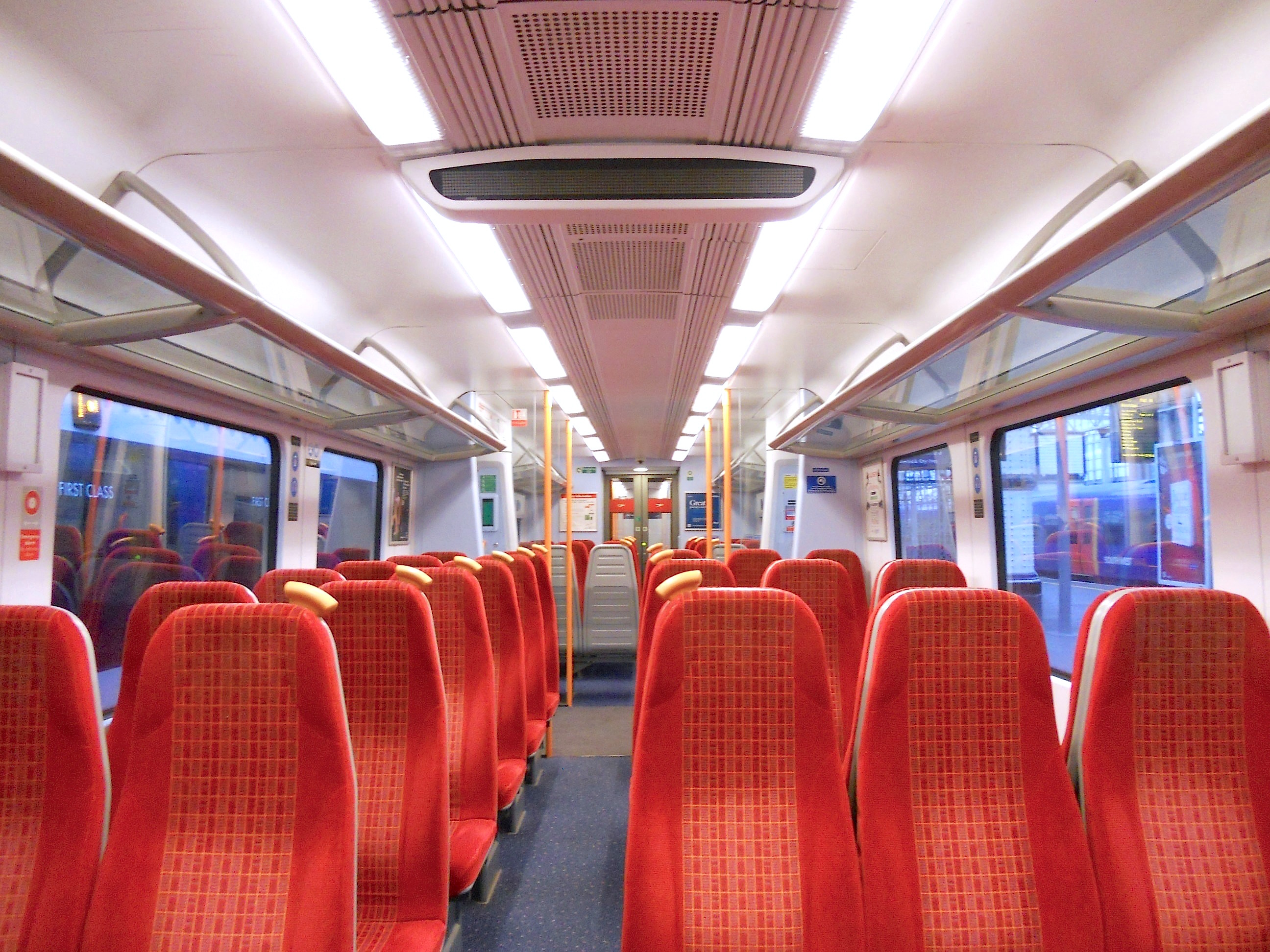
Seconde Classe.

## Exploitation
Les Class 450 Desiro ont commencé à desservir la plupart des routes prévues, bien que l'introduction a été retardée jusqu'en juin 2005 dans certaines régions. Les unités étaient louées par Angel Trains à South West Trains de 2002 à 2017.
Les Class 450 Desiro circulent sur certaines lignes ferroviaires de banlieue de Londres, ainsi que sur les services périurbains et régionaux de London Waterloo, et sur les services locaux à l'extérieur de la région de Londres. La plupart des services ferroviaires de banlieue sont gérés par des unités de type 450/5 tandis que les unités 450/0 sont principalement utilisées pour les services périurbains / régionaux. Elles sont utilisées sur toutes les lignes SWR à l'exception de la ligne West of England et Eastleigh to Romsey Line.

### Modification pour des services régionaux: Class 450/2
À l'origine, la commande de SWT auprès de Siemens portait sur 100 ensembles de quatre voitures (l'actuel 450/0) et sur 32 ensembles de cinq wagons, destinés à la Class 450/2, qui seraient destinés à une utilisation intérieure-suburbaine. La Strategic Rail Authority cependant, n'a pas accepté les conditions requises, telles que l'allongement des plates-formes et les modifications de l'infrastructure ferroviaire. En conséquence les 32 ensembles de cinq voitures ont été annulés, avec les 160 véhicules redistribués, 10 ensembles de quatre wagons de plus ont été ajoutés à la commande SWT, tandis que les 120 autres véhicules ont été commandés en 30 ensembles de quatre wagons de la Class 350 à double tension pour Silverlink et Central Trains.

### Modification pour des services de banlieue: Class 450/5
En janvier 2008, 28 ensembles de Class 450/0 ont été modifiés et renumérotés dans la série 450/5, pour des services entre Waterloo et Windsor, la Hounslow Loop Line, ainsi qu'entre Waterloo et Weybridge. Les sièges de première classe ont été enlevés et remplacés par des sièges de classe standard de formation 2 + 3 et certains autres sièges ont été retirés pour offrir plus de capacité debout, des mains courantes supplémentaires ont également été fournies. Les numéros modifiés vont de 450043 à 450070, qui sont respectivement devenus 450543 à 450570 et ont affiché les lettres HC (indiquant «High Capacity») au-dessus du numéro d'unité sur le devant des ensembles. Les modifications ont été effectuées à Bournemouth Traincare Depot.
En prévision des modifications des Class 458/5 à utiliser sur la Windsor Line, la sous-classe 450/5 a rétabli la première classe, et elles sont maintenant utilisées généralement sur les routes SWR, mais ces trains conservent leur numéro 4505xx en tant que sièges. La configuration reste différente.

## Similitude
La Class 450 fait partie de la famille des trains Désiro UK qui fait qu'elle est techniquement et mécaniquement identique aux 2 autres rames de la même cours : les Class 444 et 350.
Les unités 350 faisaient à l'origine partie d'une commande de 32 unités de Class 450 à cinq voitures pour South West Trains. Cependant, elles n'ont jamais été construites en tant que telles.
Les Class 444 sont identiques dans la face et dans le moteur contrairement aux Class 350 et 450. Elles sont faites pour parcourir de longues distances régionales à une vitesse élevée.
Ces 3 unités peuvent être couplées ensemble.

Class
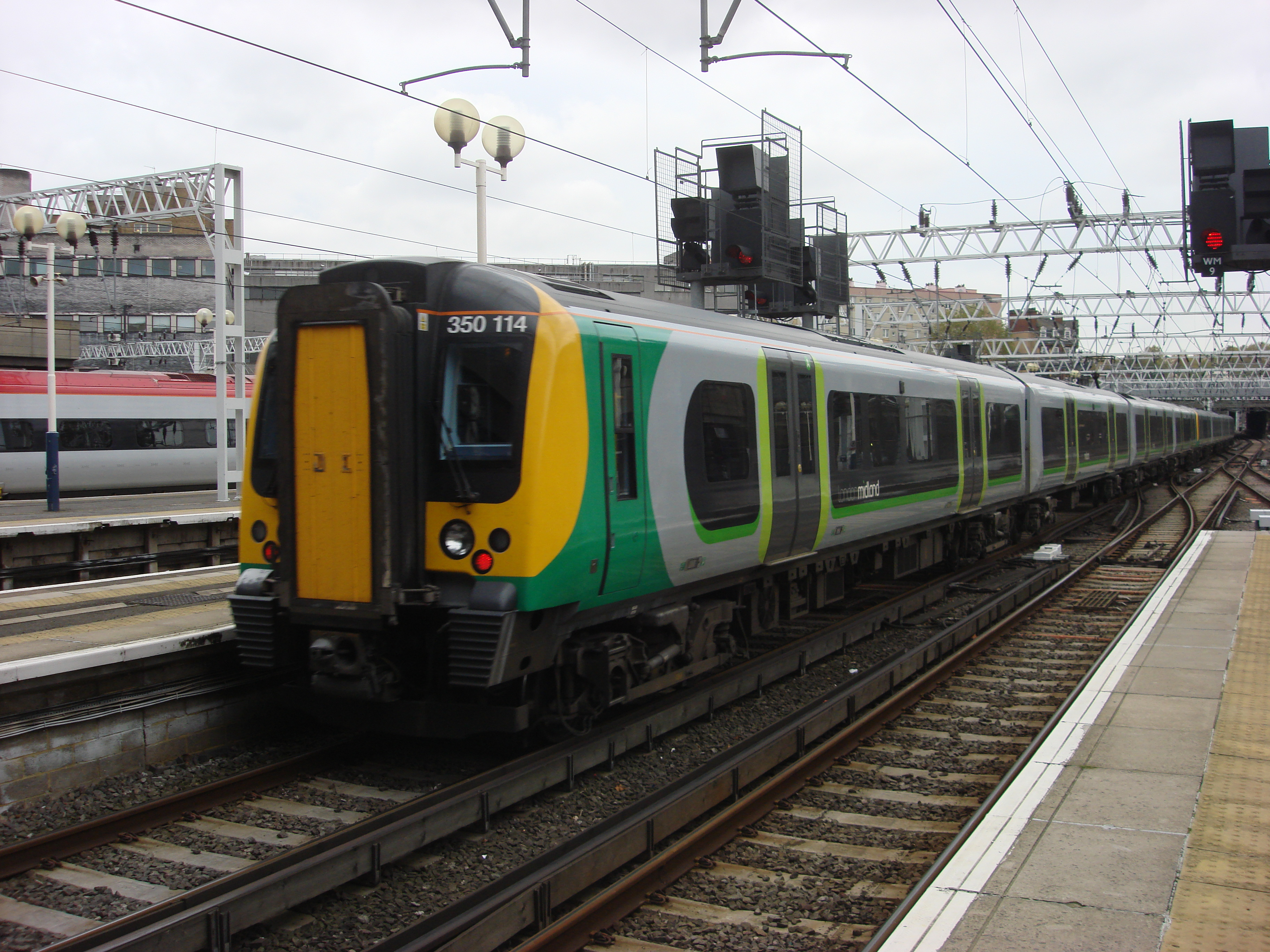
350 exploitée par London Midland.
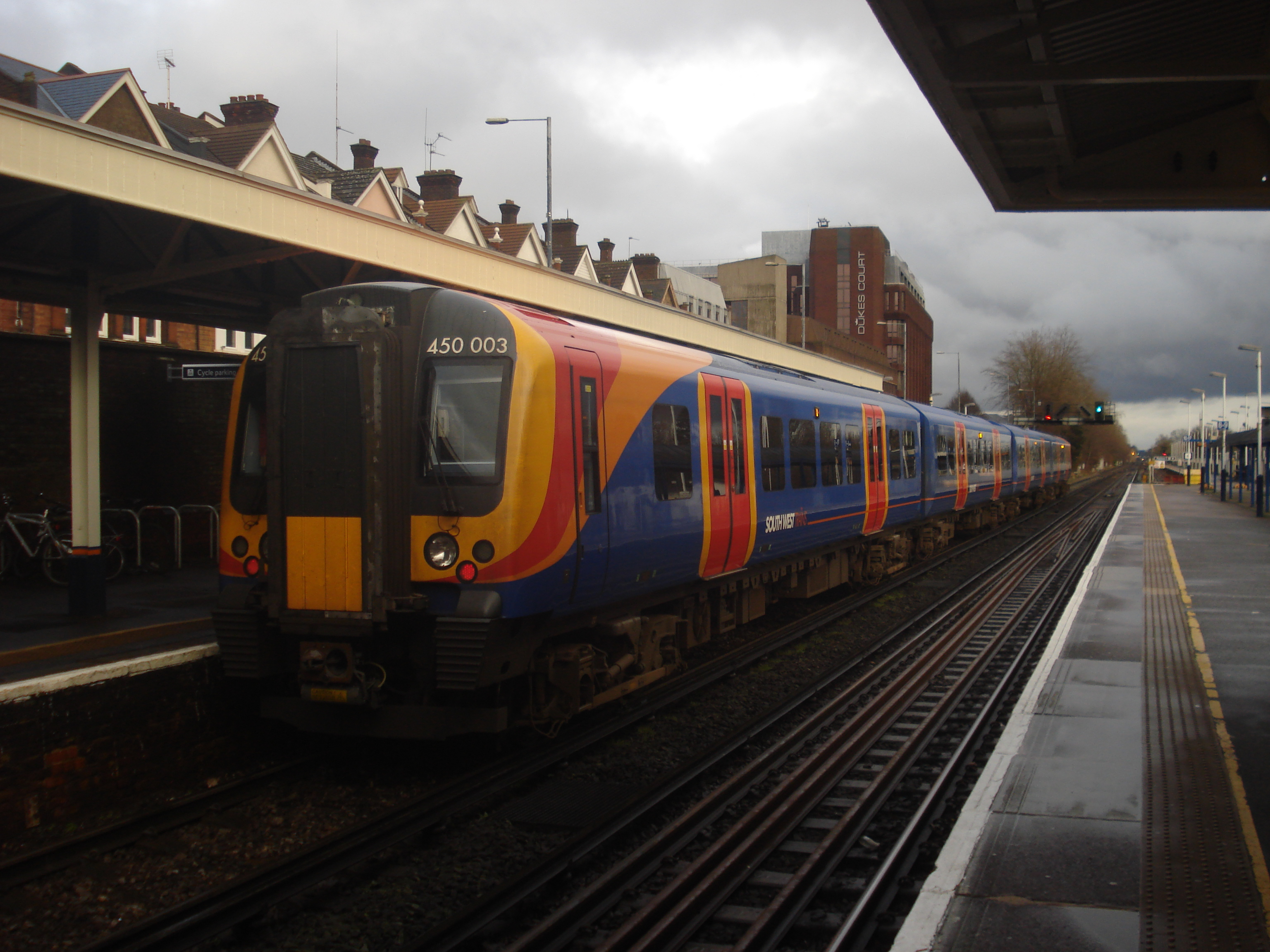
450 exploitée par South Western Railway.
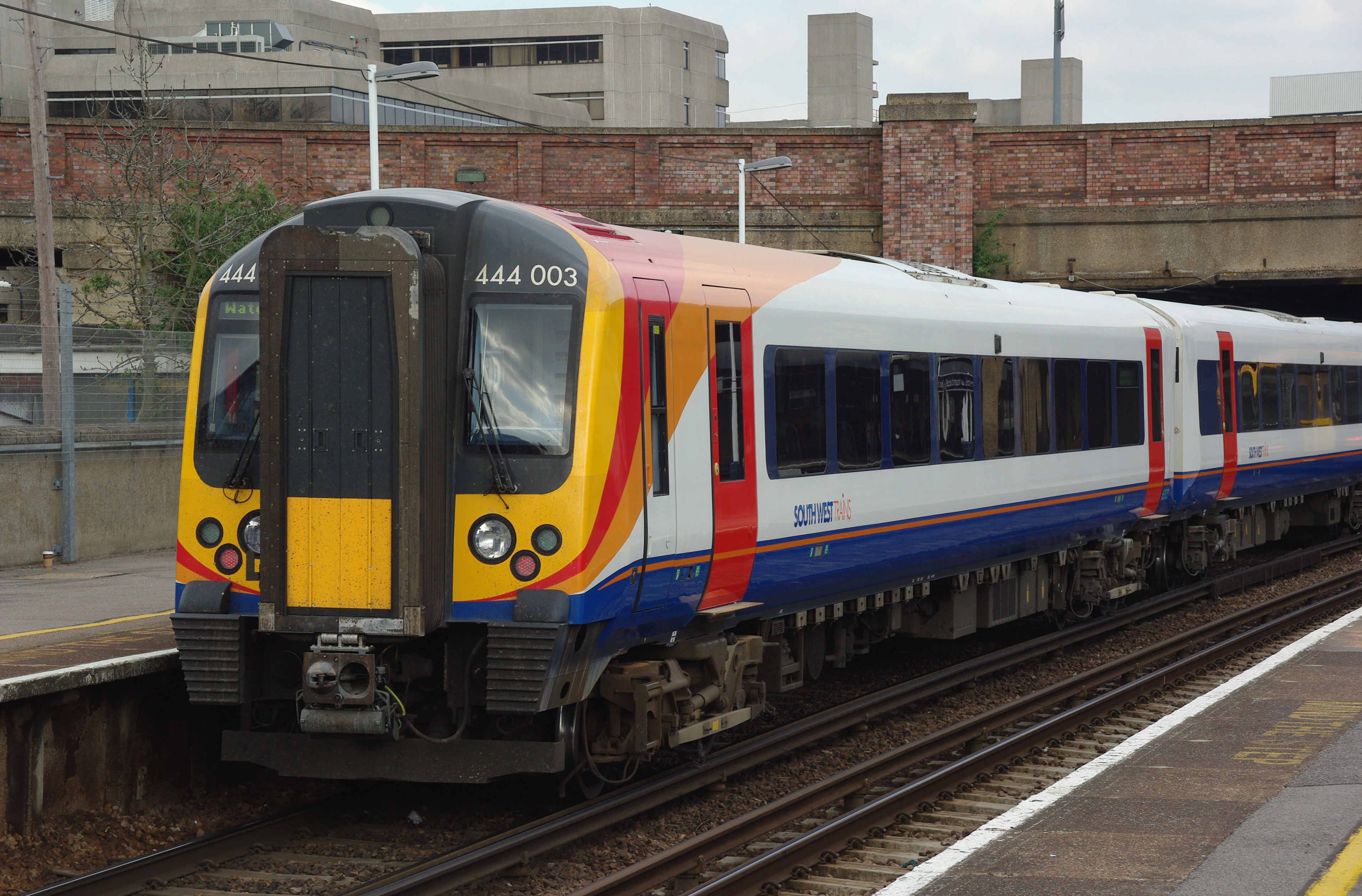
444 exploitée par South Western Railway.

## Remplacements
La Class 450 a remplacé les unités suivantes :
| Nom du train  | Modèle | Retrait     | Notes |
| ------------- | ------ | ----------- | --- |
| Class 411/412 |        | 2000 à 2005 | Elles ont été remplacées par les Class 444, 450 et 458 à partir de 2000. |
| Class 421     |        | 2000 à 2005 | Elles ont été remplacées par les Class 444, 450 et 458 à partir de 2000. |
| Class 423     |        | 2000 à 2005 | Elles ont été remplacées par les Class 444, 450 et 458 à partir de 2000. |
| Class 458/0   |        | Annulé      | Elles devaient être remplacées par les Class 450 à cause de leur fiabilité médiocre et de l'électronique défaillante mais cela n'a pas pu se faire à la suite de leurs bons résultats au fur et à mesure de leurs carrières. |

## Services assurés
En 2017 les 127 Class 450 effectuent des services régionaux et périurbains sur la South Western Main Line et Portsmouth Direct Line. Elles effectuent également quelques services de banlieue.
| Services de banlieue    | London Waterloo - Alton London Waterloo - Basingstoke (toutes les gares au départ de Woking) London Waterloo - Guildford (La plupart des services sont exploités par la Class 455) London Waterloo - Reading London Waterloo - Windsor & Eton Riverside (partagé avec la Class 458/5) London Waterloo - Weybridge (partagé avec la Class 458/5) |
| South Western Main Line | London Waterloo - Weymouth (En heure de pointe) London Waterloo - Poole (partagé avec les Class 444) |
| Portsmouth Direct Line  | London Waterloo - Portsmouth Harbour (partagé avec les Class 444) |

Les Class 450 Desiro sont maintenant utilisées sur la Portsmouth Direct Line pour les services de London Waterloo à Portsmouth Harbour à la place des unités 444 Desiro sur certains services. La décision d'utiliser la Classe 450 Desiros a été une cause de plainte des passagers, en particulier en raison de la disposition des sièges 3 + 2.

## Détails de la flotte
| Nom du train | Exploitant            | Nombre | Année de construction | Voitures par unité | Nombre d'unités                 | Notes |
| ------------ | --------------------- | ------ | --------------------- | ------------------ | ------------------------------- | --- |
| Class 450/0  | South Western Railway | 99     | 2002 - 2006           | 4                  | 450001 - 450042 450071 - 450127 | |
| Class 450/5  | South Western Railway | 28     | 2008                  | 4                  | 450543 -450570                  | 28 unités modifiées de la classe 450/0 pour les services haute densité. Maintenant revenu à la densité normale, avec la première classe étant réinstallée. |